# Sirótine (Svátove)
Sirótine (en ucraniano: Сиротине, romanizado: Syrotyne, en ruso: Сиротино, romanizado: Sirótino) es un pueblo ucraniano perteneciente al óblast de Lugansk. Situado en el noreste del país, formaba parte raión de Tróitske hasta 2020, aunque ahora es parte del raión de Svátove y parte del municipio (hromada) de Demino-Olexandrivka. 
La aldea se encuentra ocupada por Rusia como parte de la invasión rusa de Ucrania de 2022, siendo administrada como parte de la de facto República Popular de Lugansk. 

## Geografía
Sirótine se encuentra en la orilla del río Demine, a 19 km de Tróitske. No muy lejos hay un puesto fronterizo con Rusia.

## Demografía
Según el censo de 2001, la gran mayoría de la población tiene como lengua materna el ruso (95,6%), seguidos por los hablantes de ucraniano (4,23%).

## Infraestructura

### Transporte
La carretera T1312 permite llegar al asentamiento urbano de Tróitske.